# 李绵
李绵（1912年5月—2007年），男，陕西省韩城市人，陕西师范大学前常委书记及校长。

## 人生经历[1]
- 1912年5月，出生于陕西省韩城市。
- 1937年10月，到陕北公学学习。
- 1944年春，调入延安大学中学部任历史教员。
- 1948年8月至1953年2月，历任韩城教育科科长、黄龙专署教育科副科长、西北教育部中教处处长。
- 1953年2月，任西北师范学院副院长。
- 1954年，西北师范学院更名为西安师范学院，兼任党委副书记。
- 1960年七月，调任陕西省高等教育局局长兼党组书记。
- 1972年底，调任西安外国语学院党委副书记。[2]
- 1974年，调入陕西师范大学，历任党委副书记、书记、校长。
- 1990年，离休。